# 里斯·布朗
里斯·布朗（英語：Reece Brown，1991年11月1日—）是一名英格蘭足球運動員，司職後衛 。他是韦斯·布朗的弟弟。

## 生平

### 球會
布朗於9歲之齡加入曼聯，此前曾為弗莱彻莫斯流浪者（Fletcher Moss Rangers）參賽。2009年於闖過青年隊後獲提供首份職業合約。
2010年9月29日布朗與隊友（Oliver Gill）一同以借用身份加盟巴拉福特，為期1個月，兩人於10月2日主場0-1負於莫克姆首次披甲上陣。雖然巴拉福特希望延長借用兩人，但他們仍於10月25日在借用期滿後返回曼聯，期間上陣3場。
2011年8月16日布朗又獲機會借用到唐卡士打1個月，於同日首次上陣，在主場0-1負於諾定咸森林在賽事末後補登場，9月10日他於借用期滿後離隊，期間獲派上陣兩場，更嘗試擔任中場派牌角色。於數場為預備隊上陣表現出色後，他獲提升上一隊備戰英格蘭聯賽盃第三圈對列斯聯的賽事，並獲派擔任沒有上陣的板凳球員。
2012年3月3日布朗被外借到英甲球會奧咸，為期1個月。

### 國家隊
布朗曾代表英格蘭U19參加在法國舉行的2010年歐洲U-19足球錦標賽，雖然在四強負於西班牙出局，但已取得在哥倫比亞舉行的2011年U20世界盃足球賽入場劵。布朗順利入選英格蘭U20參賽，雖然分組賽3戰3和，仍以較佳成績的分組第三名晉身淘汰賽階段，但以0-1負於尼日利亞於16強止步。

## 外部連結
- 足球数据库：里斯·布朗的球员统计数据
- 國際足協國際賽統計 （页面存档备份，存于）
- 曼聯官網簡歷
- 英足總簡歷 （页面存档备份，存于）